# Megapodius layardi
Megapodius layardi là một loài chim trong họ Megapodiidae.